# 金孝貞
金孝貞（?—?），统一新羅時代新羅君主憲德王妃貞夫人父親。
聖德王十二年冬十月中侍金魏文請老，乃十三年春正月伊飡金孝貞爲中侍。当十五年春三月出成貞王后而十六年夏六月太子重慶卒，十七年春正月中侍孝貞退。以后景德王以天寶十三甲午鑄皇龍寺鐘，孝貞伊干施主與三毛夫人。